# خورخي لويس دياز غوتيريز
خورخي لويس دياز غوتيريز (بالإسبانية: Jorge Luis Díaz) هو لاعب كرة قدم أوروغواياني، ولد في 28 يونيو 1989 في مونتفيدو في الأوروغواي. لعب مع ريال سرقسطة ونادي ألباسيتي ونادي ريوس ديبورتيو ونومانسيا.

## وصلات خارجية
- خورخي لويس دياز غوتيريز على موقع قاعدة بيانات كرة القدم.إي يو (الإنجليزية)
- خورخي لويس دياز غوتيريز على موقع Soccerway.com (الإنجليزية)
- خورخي لويس دياز غوتيريز على موقع AS.com (الإسبانية)